# 孫以芾
孫以芾（？—？），字少章，奉天省复州（今辽宁省瓦房店市）人，清末政治人物。

## 生平
孫以芾是清朝奉天省复州人。于清朝宣统二年（1910年）被清廷钦选为资政院“纳税多额”议员。孫以芾任职至1912年清帝退位、资政院解散。
后事不详。